# Carver One
Vanderbrink Carver – trójkołowy samochód osobowy klasy subkompaktowej produkowany pod holenderską marką Vanderbrink w latach 2002–2005, a następnie przez firmę Carver jako Carver One w latach 2005–2009.

## Historia i opis modelu

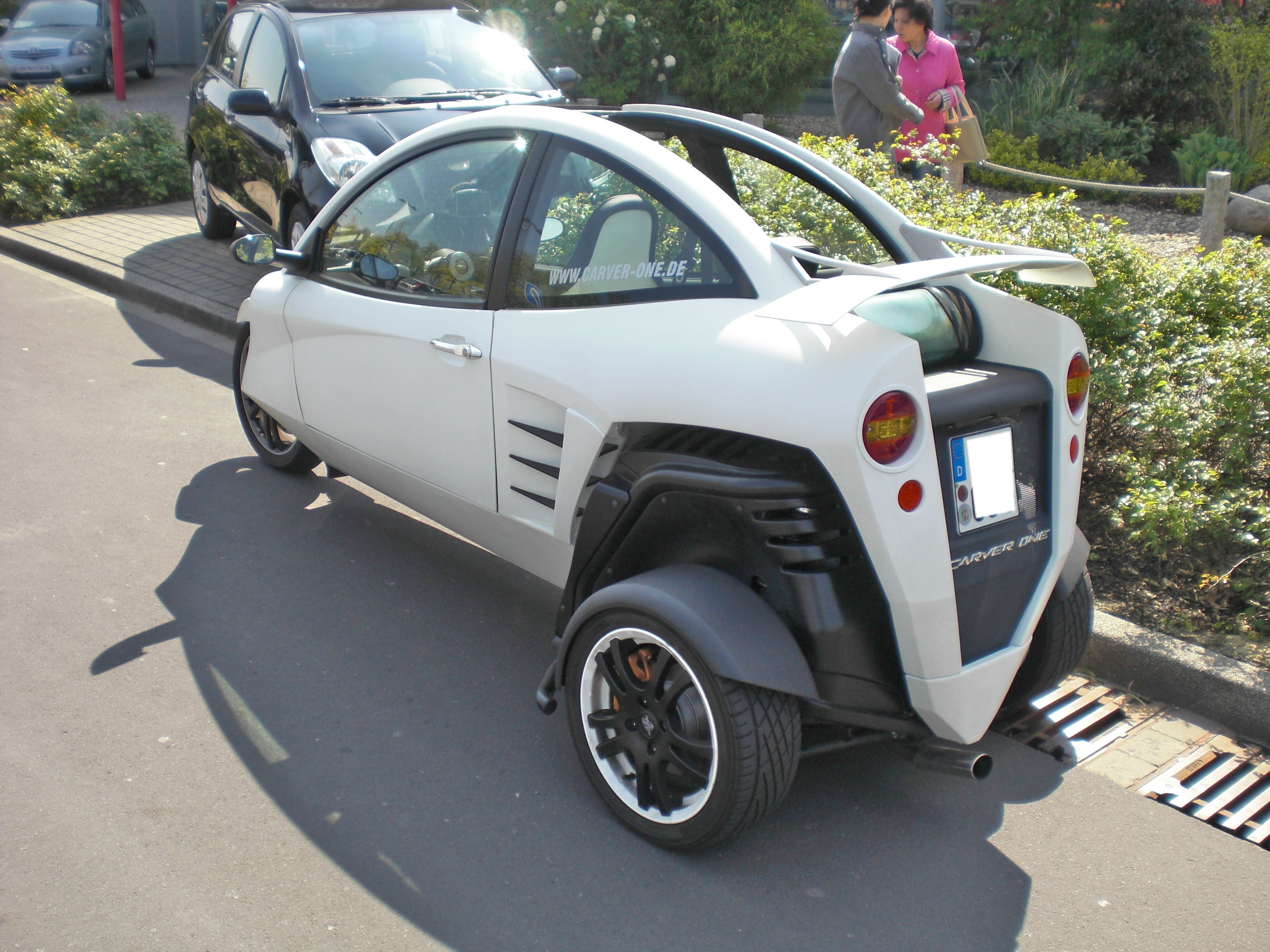
Carver One - tył

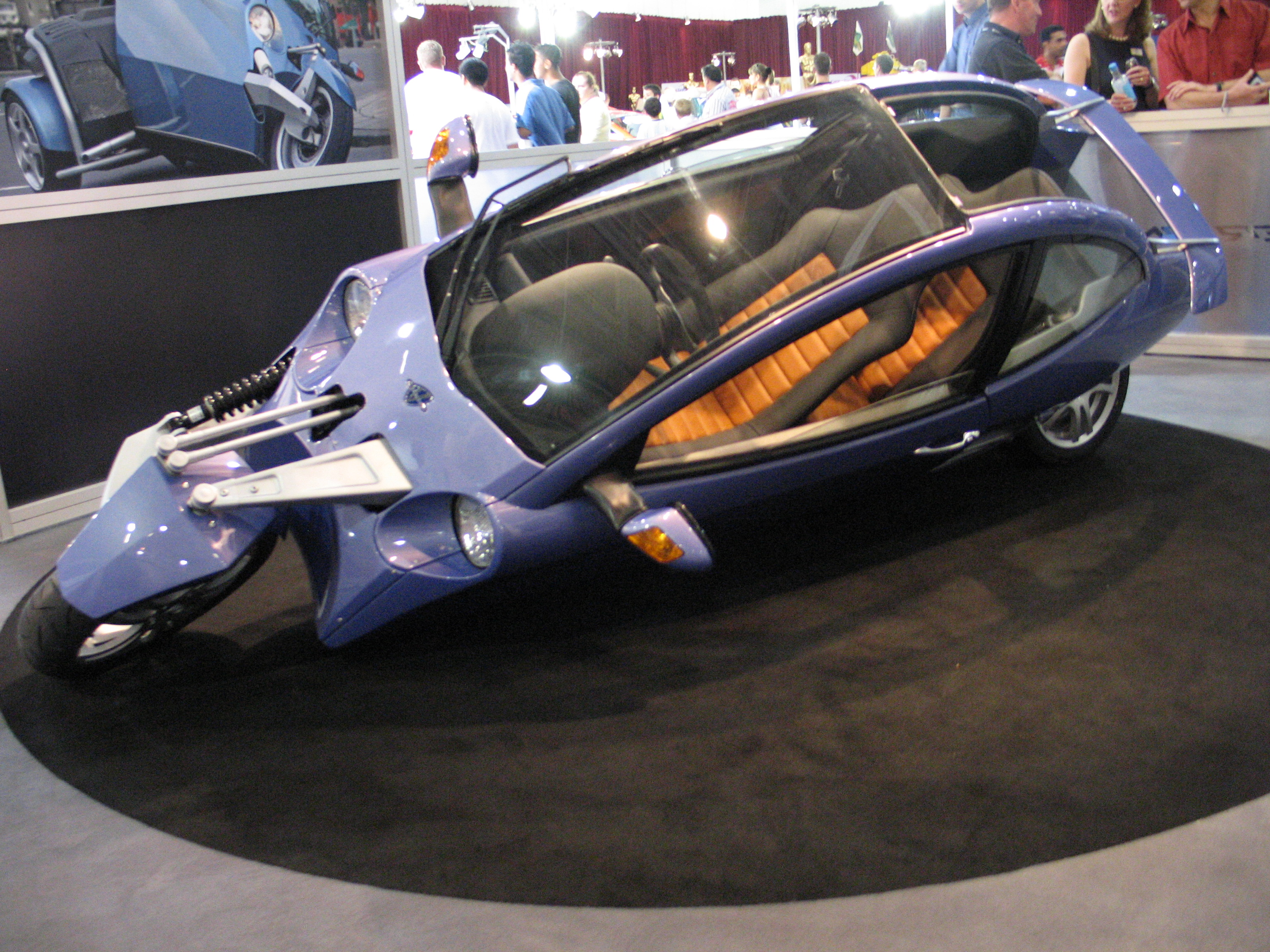
odchylony Carver One

Po procesie konstrukcyjnym, który holenderskie przedsiębiorstwo Brink Technologies rozpoczęło w 1994 roku i rozwijało przez kolejne 5 lat, jesienią 1999 roku na targach samochodowych IAA we Frankfurcie nad Menem przedstawił przedprodukcyjny egzemplarz swojego trójkołowego pojazdu Vanderbrink Carver zbudowanego z myślą o wygodnym przemieszczaniu się po zakorkowanych miastach.
Po 2 latach finalnych prac nad modelem gotowym do sprzedaży, Vanderbrink przedstawił produkcyjny model w 2002 roku i w tym samym czasie rozpoczął jego produkcję. Charakterystyczną cechą, która wyróżniła pojazd, było połączenie cech motocykla z samochodem, gdzie przód wieńczyło pojedyncze koło, z kolei tylną część nadwozia kończyła dwukołowa oś. Do nie przymocowany był też moduł nadwozia odchylający się na zakrętach w stronę krawędzi jedni.
Carver był dwumiejscowym coupe, gdzie za fotelem kierowcy umieszczony został fotel pasażera. Dostęp do kabiny pasażerskiej uzyskać można było tylko z lewej strony, gdzie asymetrycznie umieszczone zostały duże drzwi boczne.
Do napędu Carvera One wykorzystywany był czterocylindrowy, benzynowy silnik konstrukcji Daihatsu o pojemności 0,6 litra i mocy 68 KM. Dzięki niskiej wadze pojazdu wynoszącej 643 kilogramy, małolitrażowa jednostka pozwalała rozpędzić się do 100 km/h w 8,2 sekundy i osiągnąć maksymalną prędkość 185 km/h. Jednostka współpracowała z manualną, 5-biegową skrzynią biegów.

### Zmiana nazwy
W 2005 roku produkucent holenderskich trójkołowców zmienił nazwę z Vanderbrink na Carver i przemianował swój pojazd na Carver One, czyniąc dotychczasową nazwę samochodu odtąd jego marką. Zmiana nazwy nie wiązała się jednocześnie z żadnymi głębszymi wizualnymi zmianami.

### Sprzedaż
Po rozpoczęciu produkcji w zakładach w holenderskim Dordrecht w 2002 roku, pierwsza pula 24 egzemplarzy Carvera została dostarczona do nabywców w roku 2003. Zasięg rynkowy trójkołowca był wówczas globalny, obejmując nie tylko takie kraje jak Holandia, Wielka Brytania czy Hiszpania, ale i odleglejsze Zjednoczone Emiraty Arabskie. Po zmianie nazwy i przekształceniach w strukturze holenderskiej firmy, produkcję w 2006 roku zdecydowano się przenieść do Wielkiej Brytanii, gdzie na zlecenie Carvery ręcznie produkowała brytyjska firma Prodrive. Przez kolejne 3 lata zbudowano 200 egzemplarzy w cenie po 50 tysięcy euro za każdy, co przesądziło o niższym zainteresowaniu niż wcześniej zakładano i doprowadziło do upadku projektu w 2009 roku.

### Silnik
- R4 0.6l 68 KM Daihatsu